# Tamerlà com a guerrer errant
Tamerlà, també anomenat Timur, que acabaria fundant l'Imperi Timúrida, va passar un període exiliat com a «guerrer errant». Cap de la tribu Barles i comandant en cap del kanat de Txagatai sota ocupació (des de 1361) del kan de Mogolistan, es va revoltar i va haver de fugir de Transoxiana el 1362 i va esdevenir un dels anomenats guerrers errants, fins que el 1364 va poder derrotar els jats (mongols) de Mogolistan i recuperar el control de Transoxiana en aliança amb amir Husayn, cap dels karaunes.

## Primers temps d'exili
Timur, va anar a la muntanya de Salan on va romandre 8 dies. Després el sant amir Kelal li va aconsellar dirigir-se a Coràsmia. Va rebre un missatge de Husayn que també anava errant per les muntanyes amb la seva dona Dilshad Agha i la seva seu reial a Kabul havia estat ocupada per un príncep txagatai, aconsellant que els dos unissin les seves forces i Timur li va demanar reunir-se al desert de Khivà (Khyuk) a la font de Sajai (o Sajuch o Saghedg). Allí es van trobar uns dies després. Entre els dos disposaven de 60 homes armats. Van decidir anar a l'oest cap a les ciutats al sud de la mar d'Aral (aleshores mar de Coràsmia) arribant a Khivà.

## Combats a Khivà
Van decidir anar a veure al seu vell amic l'amir Tekil Bahadur o Tukel Bahatur de Khivà (Khyuk), per convèncer-lo de unir-se a ells, però aquest no els va escoltar i encara els volia agafar i vendre’ls als mongols del nord o de la frontera per lo que el grup va haver de marxar a mitja nit cap a la plana en direcció a Coràsmia, sols amb la seva petita comitiva formada per les dones i alguns guerres.
En direcció a Coràsmia van arribar al Banat (o Bayab o Layab), on van descansar i van decidir conquerir el fort d'Aurkunj per sorpresa, cosa que podria facilitar la submissió de tots els khuarizmes: mentre debatien va arribar una avantguarda de guàrdies de cavalleria que els va obligar a fugir. Tughi Barles fou enviat a un reconeixement; Timur es va informar que la guàrdia estava dirigida per Tughi Bahadur que sabent de la seva fugida els havia perseguit i disposava de mil homes. Timur va disposar als seus al turó de manera que semblaven mes nombrosos del que en realitat eren (uns 60) que es van dividir en cinc cossos (manats per Tughi Barles, Saif al-Din, Bulkhi Bahadur, Amir Husayn i Timur); el darrer, manat per Timur i format amb els seus dependents (khanezad) es va situar a la part superior del turó. Cadascun tenia la seva bandera per distingir-se. La lluita fou terrible. Quan ja nomes quedaven 300 enemics en peu, Husayn es va dirigir contra Tukel i li va arrabassar l'estendard, però es va trobar rodejat i Timur el va anar a ajudar i el va salvar. A la caiguda de la tarda finalment es van retirar; quedaven uns 150 homes mentre que els de Husayn i Timur eren nomes 12. Tukel va tornar a la carrega al cap d'una estona i Husayn va perdre el cavall però la seva dona Dilshad immediatament li va cedir el seu. El petit grup va començar a fer servir els seus arcs amb desesperació i finalment les baixes de l'enemic foren tantes que quan una fletxa desviada per Timur va impactar a la cara de Tukel, que va caure del cavall i fou mort amb una llança per Timur, els atacants es van retirar per segona vegada; ja nomes quedaven 7 homes a cavall i 3 a peu i havien esgotat les fletxes; van aprofitar el moment per retirar-se pel desert i encara que foren seguits, ja s'havia fet fosc i els perseguidors van perdre el rastre.
Van aconseguir arribar a un pou, on van trobar tres dels seus homes que havien pogut fugir a peu; tots estaven assedegats i afamats i es van poder recuperar una mica i l'endemà es va acostar un pastor a beure i li van poder comprar unes cabres de les que van consumir la meitat i la resta les van guardar en pedres pel viatge. Van passar al pou un altre nit i l'endemà al aixecar-se els tres guerrers que havien trobat al pou i anaven a peu, tots ells de Balkh, havien desaparegut, emportant-se tres cavalls amb el que nomes ens hi quedaven quatre.

## Amics turcmans
Van haver d'anar en part a peu i un pastor els va guiar cap a unes cabanes d'uns turcmans els ocupants de les quals es van amagar i quan van sortir amb actitud hostil un dels homes era Sayyid Muhammad, antic partidari de Timur, que el va reconèixer i va facilitat una bona acollida. Timur li va donar un robí amb el qual el home va comprar tres cavalls, algunes armes i equipatge de viatge. Va donar 2 cavalls a Husayn i va decidir anar per diferents rutes per evitar ser reconeguts i retrobar-se al desert de Mahmudi on esperarien fins que alguns seguidors se li unissin (cada grup va prendre dos cavalls i el grup de Timur eren tres i el de Husayn eren quatre). Sota un guia turcman anomenat Fulanchi Timur, la seva esposa, un guerrer i a mes el guia, van estar dos dies al desert sense menjar ni aigua, però van poder caçar unes cabres; també uns pastors amb els que es van creuar els van indicar un camí per anar al sud; van trobar a uns turcmans que l'havien conegut a la Ciutat Verda, amb els que va bescanviar unes joies per tres cavalls i finalment va arribar a la gran ruta del Khurasan; es van retrobar amb Husayn i van seguir fins a arribar al poblet de Mahmudi, que van trobar abandonat. Per obtenir aigua van haver de cavar un pou fins que en va trobar i després van romandre allí un mes.

## Captius dels Ja'un-i Qurban o Ghurman
Ali Beg ibn Arghunshah Ghurmani, cap segons Yazdi d'un grup de turcmans (en realitat dels turcomongols Ja'un-i Qurban, amb seu principal a Tus), va saber que estaven allí, va fer una incursió sorpresa i els va fer presoners pretenent demanar un rescat. Foren tancats en una cambra molt calorosa i pobrament equipada, amb una alta salinitat. Era estiu (del 1363) i la calor era insuportable i van romandre mes d'un mes presoners, potser 62 dies temps en el que van patir molt. Finalment Timur va matar a un guàrdia i l'altre va fugir i es va presentar davant d'Ali Beg, que es va veure obligat a demanar perdó. Justament el seu germà Muhammad ibn Arghunshah Ghurmani, assabentat del tracte que estava donant als presoners, li havia enviat una carta en la que li ordenava deixar-los lliure, demanar perdó i entregar uns regals que enviava per a Timur. Així va quedar lliure, però Ali Beg es va quedar amb els regals enviats pel seu germà i només va entregar un cavall dolent i un camell; Timur i Husayn no obstant van aconseguir una dotzena de cavalls i alguns companys que els va facilitar Mubarik Shah Sanjari, amir de Sanjar (i vell amic de Timur); després es van reunir el dos homes fugitius i van decidir que Husayn aniria a passar el hivern a la regió del riu Hirmen (Helmand), un lloc proper a on exercia el poder l'amir Tumen, de la tribu dels mikuzeris (neguderis); i Timur aniria a la zona de Xahrisabz per anar al sud més tard.

## Amir Sanjari
Per aquests temps se li van unir alguns altres, sayyids i altre gent del Khurasan i sobretot Mubarik Shah Sanjari (Sunjery) amb un centenar de cavallers. Tots li portaven regals. Quan va tenir uns 200 homes a cavall i menjar es va trobar que Amir Husayn, després d'haver comès una ofensa no especificada, va abandonar el grup cap al Gurmsir i Kandahar (la regió de l'Hirmen o Helmand). Mubarik Shah va recomanar llavors deixar el desert i anar o a Coràsmia o be a Merv (Merv-i Shahijan), l'antiga Antioquia del Caucas, situada al riu Murghab; Timur s'hi va mostrar favorable; es va decidir que els 200 soldats serien acantonats a la vora de Kish on podrien romandre molt de temps i haurien d'anar entre les hordes i els clans per recollir mes partidaris.

## Anada a Kish i Samarcanda
Timur va marxar en direcció a Coràsmia per després seguir mes al sud cap a Kish. Pel camí va ocupar una casa; allí fou atacat altre cop per turcmans. Però un d'ells de nom Ahmed els va dissuadir i va entrar al servei de Timur. Van arribar al poble de Karindan, al districte de Bukharà, a uns quilòmetres de Bukharà, i allí es va quedar la esposa de Timur, Aljai; ell mateix va anar i es va barrejar entre les hordes i les tribus i va anar secretament a la regió de Kish; mentre, un amic seu, Timur Kuji (Temke Kuji), se li va unir amb 40 homes; esperava reunir un miler de partidaris, i mentre va entrar dues vegades a Samarcanda arribant fins prop de casa de la seva germana Qutlugh Turkan Agha. Va passar quaranta-vuit dies a la ciutat de Samarcanda, mentre els jats el buscaven arreu del país. Durant aquest temps va visitar secretament als seus amics a la ciutat, preparant un aixecament allà on els jats menys esperaven; però no va trobar molta cooperació, en part perquè els jalayirs s'havien sotmès.
Quan un aixecament ja quasi estava a punt, alguns habitants van descobrir les seves activitats i el van delatar als jats. Va sortir de nit de la ciutat i van arribar a la rodalia de Kish on va restar 48 dies més, però com que era imprudent seguir allí ara que se sabia que hi era, va agafar 50 seguidors i se’n va anar cap a Coràsmia; no tenien cavalls i el viatge era lent però van trobar un ramat de cavalls pasturant a les planes de Ajfer; pertanyien a una tribu de turcmans, per lo que va dictar un edicte i es va apropiar del ramat que va donar als seus homes. Van acampar a la riba del Jihun (Amu) i al cap d'una setmana van travessar el riu i van arribar al poble d'Achfy a la vora del riu Amuvy i van estar allí un mes, vivint de la cacera i entrenant-se en el tir amb una cinquantena de seguidors. En aquest lloc, la esposa Aljai, Mubarik Shah i altres oficials que havia deixat abans el grup, se li van reunir tornant ser un miler d'homes. Ja devia ser el hivern quan tots aquests homes van marxar al sud per reunir-se amb Husayn.

## A la vall de Kabul i Kandahar
Creuant les muntanyes del Hindu Kush van arribar a la vall de Kabul. Van rodejar la ciutat i van seguir al sud cap a Kandahar. Van arribar a les valls del sud on finalment es van trobar amb Amur Husayn que els esperava. Fou a la zona del riu Hirmen (Helmand) que Bahram Jalayir va abandonar el grup i es va retirar a l'Índia.

## Timur al Gurmsir (1363)
En una assemblea sobre que havien de fer en endavant es va suggerir conquerir el Badghis (Herat) i d'allí saquejar Merv-i Shahijan el que elevaria la moral de la tropa i dels partidaris de Timur. Però Timur va optar per anar a Bakhtar, i si aconseguien ocupar Kandahar, es podrien convertir en governants de Zabulistan, de Sind i de Multan; això fou naturalment aprovat i Timur va equipar als soldats el millor que va poder amb els materials dels que disposava al seu magatzem portàtil; va sortir al front i van arribar al riu Hirmen o Hermun (Helmand), on va fer construir a cada persona una cabana per al seu ús.
Timur estava disposat a prendre possessió del Gurmsir i Kandahar i erigir un regne i va enviar un missatge a Mir Mehedi, el kelantar (alcalde) de Gurmsir, que se li va sotmetre i així Timur va esdevenir governant (hakim) de Gurmsir. Allí va acudir també Amir Husayn, que s'havia separat temporalment i al que va lliurar la meitat dels ingressos de Gurmsir. Es van quedar allí un temps i van rebre aviat un ambaixador del wali de Sistan que enviava valuosos regals. Timur esperava la oportunitat per arrabassar Kandahar a la dinastia kart o ghuri de Herat.

## Servint al wali de Sistan (1363)
Durant l'anterior any 1362 el wali de Sistan havia enfrontat una rebel·lió i havia patit algunes derrotes perdent diverses fortaleses de la muntanya i els dipòsits foren saquejats. Per això demanava la assistència de Timur i Husayn; en una segona carta li oferia aprovisionament pel seu miler de soldats. Timur i Husayn van discutir. Husayn hi volia anar sol i quedar-se les fortaleses per a ell, i Timur hi va estar d'acord; va nomenar a Bahram Jalayir cap de l'avantguarda però com que aquest no tenia confiança amb Husayn, va desertar. Husayn aleshores va demanar a Timur de participar. El wali de Sistan s'anomenava Jalal al-Din Mahmud i va rebre als dos homes amb regals que Timur va cedir a Husayn. El wali va entregar les provisions pel miler d'homes i els cavalls i va prometre fidelitat als mercenaris.
En els dies següents es van començar a sotmetre les fortaleses del Sistan en poder dels rebels, que eren en total set; la primera es va ocupar en una nit i un dia escalant les muralles i torres i entrant a la ciutadella; hi havia força provisions que Husayn es va quedar i va nomenar governador a un home seu. El segon fort fou atacat i la guarnició es va defensar i lluitar; Timur va ordenar fer unes fogueres i el vent va portar el fum a la fortalesa que va haver de demanar un acord per la rendició; també aquí Husayn va nomenar al seu propi governador i va dividir el saqueig entre la seva gent; Timur es queixà de que no li foren donades ni les gràcies. Al tercer fort van arribar de nit i estava situada en una plana arenosa; es van preparar arcs i fletxes i van avançar cap a la muralla; els sentinelles estaven dormint excepte un; es van llençar escales i es va poder assaltar el fort i conservar-lo abans que arribessin els soldats de Husayn.
Els rebel del Sistan es van alarmar i van oferir entregar els altres quatre castells al wali sempre que Husayn o Timur no se’ls quedessin per a ells. El wali efectivament estava d'acord en això i va abandonar el campament dels mercenaris en secret, es va reunir amb les seves tropes i les dels rebels i va atacar als mercenaris. En aquest combat Timur fou ferit a la ma i a la cama per fletxes enemigues, i aquesta darrera ferida (que el va tenir un cert temps al llit) el va deixar coix, d'on se li va dir Timur Lenk, Timur el Coix, europeïtzat com Tamerlà, Tamerlan, Tamerlane. Després d'això es va decidir retirar-se a Gurmsir i guarir les ferides de Timur mentre Husayn anava a conquerir Bakelan (amb la condició d'evitar combats amb els jats). Pel camí Timur va retreure a Husayn que l'atac hagués estat culpa de la seva cobdícia i aquest es va mostrar avergonyit.

## Derrota de Husayn a Bakelan (1363)
Quan Husayn va entrar a Bakelan (el país de Balkh), es va comportar de manera inadequada pel que pretenia; no va donar cap estímul als soldats d'aquest país que s'oferien a unir-se a ell; fins i tot va disgustar els seus antics servidors per la seva avarícia; també sentia tant poc respecte per els seus enemics que va començar a recaptar i a acumular riqueses. En aquest moment, Ajuni Beg (Aljun Bahadur), germà de Bikijuk (Beg Chuck) havia col·locat un exèrcit de jats emboscats que van fer un atac inesperat contra Husayn i el van derrotar, de manera que es va veure obligat a fugir amb només quatre cavallers i dotze guerrers a peu, cap el poble de Sherku.
Timur una vegada parcialment recuperat es va desplaçar amb 24 homes al poble de Kehmerdi, on va saber de la derrota de Husayn, amb la que va quedar desconcertat i afectat i volia anar a expulsar els Jats de Mawara al-Nahr, però encara havia de recuperar-se del tot de les ferides i a mes el seu exèrcit, una vegada acabada la tasca de Sistan, s'havia reduït considerablement i només li quedaven 40 homes. Els homes s'havien escapat cadascun pel seu costat el que debilitava la posició de Timur. Husayn demanava reunir-se altre cop a Timur, però aquest no era partidari de provocar als jats i preferia seguir mantenint-se junt amb els clans de les muntanyes on podia aconseguir guerrers. La seva ma encara no estava curada i tenia dificultat per dirigir les regnes del cavall i alhora fer anar la seva espasa o arc. Però va acudir a la crida de Husayn i va acampar a la rodalia del riu Oxus, on s'esperava a Husayn.
La primera mesura que va proposar fou l'establiment de la seva residència a la vall d'Arsuf o a la vall de Kuz, que es trobaven als voltants de Balkh, i reunir allí un exèrcit per atacar les tropes dels jats. Va enviar un home a Husayn per comunicar que havia guarit del tot i el citava a la vall de l'Arsuf. A la nit, amb lluna plena i brillant, Timur va recórrer el corrent del riu trepitjant sobre el peu ferit per forçar-lo a fi i efecte de curar totalment la ferida (cosa que mai aconseguiria); des de dalt d'un turo va veure guerrers dels jats a l'altre costat que venien de Balkh, que ara era una fortalesa dels jats. Timur va anar al campament i va despertar a la gent. Va agafar el seu cavall i va anar a trobar als guerrers que venien. Els va preguntar on anaven i li van dir que buscaven a Timur, que havien sabut que havia sortir de Kumrud i havia arribat a la vall on eren. Timur es va oferir a guiar-los. Els guerres que el buscaven eren justament una patrulla formada per gent de la tribu Barles i quan van arribar al campament van reconèixer a Timur i enlloc d'agafar-lo, es van agenollar. A Timur se li va unir també Alijai amb el seu fill Jahangir però fou per un temps breu

## Timur abandona Gurmsir (1364)
Com a conseqüència d'aquesta decisió, acompanyat per Timur Khoja Aghlan, que era el comandant de les seves tropes, va sortir de Gurmsir: Mir Mehedy, l'alcalde, va preparar residències pels que havia de deixar enrere i provisions per a tots. Els 40 soldats eren en general de bones famílies i no hi havia cap innoble entre ells el que era indicatiu de un cert suport entre les famílies més nobles de Transoxiana. Allí va arribar Sadik Barles, descendent de Karachar Noyan, amb una partida d'un centenar d'homes que es va unir a Timur

## Husayn i Timur es reagrupen (1364)[26]
Després d'abandonar el campament es van dirigir cap a la vall d'Arsuf; durant la marxa, va arribar un missatger de Husayn que demanava reincorporar-se al grup, i se’l va citar a la vall d'Arsuf. Mes endavant van trobar més grups que volien unir-se a Timur entre els quals Keranchy Bahadur, un antic servidor de Timur o de Husayn que amb 100 soldats havia desertat de l'exèrcit del kan 18 dies enrere i es va unir també al grup. A la nit van acampar a un bosc i l'endemà a la vora d'un rierol. Allí van esperar a Husayn, vivint de la cacera i d'unes ovelles confiscades. Més tard els habitants de la zona van començar a portar provisions al campament.
Al 14è dia van trobar una altra partida de gent que es volia unir a Timur. Estaven manats per tres oficials: Tughluq Khoja Barles, Saif al-Din i Tubuk Bahadur. amb 70 soldats; més endavant encara es va unir un altre grup que havia desertat l'exèrcit del kan, dirigit per Shir Bahram Khuttalani, l'antic servidor que haviapensat marxar a l'Índia però es va penedir i va decidir unir-se altre cop a Timur.
Quatre dies més tard es va informar de l'arribada de Husayn escortat per Sadik Barles. Quan els dos homes es van trobar, Timur li va explicar que pretenia apoderar-se de la fortalesa de Olaju (Olarchu) que tenia com a comandant a Munguli (o Mengheli) Bughai Selduz, on deixaria els materials i llavors atacaria sobtadament a l'exèrcit jat. Esperava que Munguli se li uniria ja que era un antic amic de Shir Bahram Khuttalani i per això li va enviar a aquest a convèncer-lo però el comandant va rebutjar canviar de bàndol ja que també era un antic amic d'Ilies Khoja el virrei i no li podia ser deslleial. No obstant 300 homes de la guarnició que pertanyien a la subtribu Dulan Jawun dels Karaunes (basada a Khulm), que antigament havia estat al servei de Qazaghan i de Timur, van sortir fora i es van unir a l'exèrcit que s'estava formant. Munguli aleshores, va abandonar el fort i va fugir.
Des de Olaju la gent de Timur es va dirigir cap a la vall de Suf, un congost prop del qual van acampar; allí se li van unir 200 cavallers dirigits per Aulum (Aules) Ali o Ulmas Ali i Mahmud Shah Kabuly, que venien de Kandahar. Després d'uns dies a la vall, Timur va enviar a Amlis Bahadur amb 200 cavallers a explorar els territoris veïns a Balkh; també va enviar a Temuke Bahadur amb 3 homes cap a Khulke, per informar-se de l'exèrcit jat; Temuke va travessar el riu a cavall a Tirmidh però no ho va aconseguir i el cavall es va ofegar però ell va aconseguir arribar a un banc d'arena i d'allí a la riba; va aconseguir informacions i sense ni aturar-se amb la seva família (va passar pel costat d'on l'esposa i els fills estaven acampats però va renunciar a aturar-se perquè segons va dir “no era bona idea que quan un mestre estava lluny de la seva llar, un servidor vulgui entrar a la seva”) va seguir per poder informar.

## Primer gran combat amb els jats (1364)
L'exèrcit jat el formaven vint mil homes a cavall, mentre que Timur només en tenia un miler; va considerar lliurar batalla a la vall de Guz (Kuz) a la vora del Oxus i va sortir des de Suf a Kuf; allí va acampar i als dos dies es va desplaçar a la plana d'Oliai Bugha a la riba del riu. Allí el va trobar Amlis Bahadur que havia estat enviat a saquejar el país de Balkh. Diversos caps li van escriure que havien trencat amb els jats (Amir Sulayman Barles, Jaku Musa Taychi’ut, Jalal al-Din i Hindukeh Barles) i que eren amb un miler d'homes a cavall prop de Tirmidh i que Tukul (Tulan) Bugha ja havia creuat el riu amb l'avantguarda per inspeccionar el terreny i retornar tot seguit.
Munguli Bughai Selduz mentre, després d'abandonar la fortalesa de Olaju, juntament amb Abu Said ibn Taisu i Hyder Indekhudy (Ankhondy), s'havia ofert a Ilies per anar a buscar a Timur i Husayn i portar-los lligats davant el virrei. Ilies els va autoritzar i els va donar 6000 cavallers i la promesa de governar cadascun un país. Els soldats es van dedicar a saquejar la rodalia de Tirmidh (Termez) i després van anar cap a Balkh on encara es van portar pitjor; les hordes i tribus de la zona van fugir i es van anar a unir en massa a Timur.
Al cap de tres dies, a primera hora del matí, els tres caps al servei dels jats, amb els seus sis mil homes, van arribar a la riba del riu (que Yazdi assenyala com el Abysiah), davant del campament enemic però amb el riu enmig de manera que no podien atacar-se ja que no es podia creuar i la distància era llarga per les fletxes.
Timur va enviar a Timur Khoja, un bon orador, i els va proposar restaurar l'amistat; que l'objectiu (captura de Timur i Husayn i captura de Shadman i Balkh) comportaria la mort de centenars o milers d'homes per lo que calia evitar la lluita ; i també els va recordar que els jat no hi serien sempre mentre que els naturals del país haurien de viure junts. Després l'endemà al matí Timur va demanar una entrevista amb els caps que es va celebrar i on va utilitzar els mateixos arguments. Després va passar un dia i els tres caps van tenir conflictes entre ells però finalment van decidir renovar el seu compromís amb el virrei jat i van marxar per la riba del riu a la recerca d'un gual o lloc ideal per travessar el riu; Timur pel seu costat va fer el mateix però per l'altre costat del riu; a Balkh van acampar altre cop les dues parts, cadascuna a un costat del riu. L'endemà es va formar l'exèrcit jat en tres divisions i van trobar un gual per on van travessar i van acampar a la riba d'un rierol. Timur va preparar els seus homes, 1500 cavallers però excel·lents i molt superiors als adversaris; Timur no va permetre un atac sorpresa a la nit al campament enemic. Al matí, l'enemic va avançar en tres divisions, amb intenció d'envoltar a les forces de Timur, que van formar amb dues divisions. Llavors va arribar la noticia de que l'amir Sulayman Barles i els altres caps, havien creuat el riu mes amunt i es dirigien cap al lloc. També l'enemic devia rebre reforços perquè l'endemà es diu que van avançar amb 20.000 homes el que vol dir que havien triplicat els efectius; potser és una exageració de Timur. El combat va durar tot el dia amb obstinació fins que finalment les forces jats van abandonar el campament que fou saquejat per la gent de Timur.
Quan Ilies Khoja (el virrei i fill del Khan) va saber de la derrota dels tres caps, va ordenar una gran força al comandament del germà de Bikijuk, Aljun Bahadur, per marxar contra els vencedors.

## Segon gran combat amb els jats
Timur va decidir deixar a Husayn a Balkh i va marxar a Kehulkech. Va avançar per la riba del Jihun i va creuar en bots a Tirmidh acampant a la riba del riu en un lloc que era gairebé una illa envoltada per tres costat d'aigua però la divisió avançada que va enviar a vigilar a la Porta de Ferro, es va adormir i l'exèrcit jat va passar i Aljun Bahadur es va presentar al campament sobtadament; les tendes estaven fora de la península que ocupaven i l'enemic es va entretenir en saquejar-les i les forces de Timur es van poder retirar al que seria l'illa on a la part posterior estaven tots els vaixells amb lo que tot l'equipatge va poder sortir navegant pel riu; des de l'illa amb fletxes mantenien a ratlla a l'enemic; quan l'equipatge i les tropes van haver passat el riu els vaixells van ser enfonsats i l'exèrcit va quedar acampat a l'altre costat del riu enfront de l'exèrcit jat, situació que va durar un mes. Husayn va oferir tornar però Timur va preferir que es quedés a Khulm. Quan l'exèrcit jat es va retirar Timur va poder anar a Balkh i d'allí a Khulm on es va trobar amb Husayn i van acampar junts durant deu dies, amb festes i alegries.

## Aliança amb el shah de Badakhxan (1364)
Timur va considerar convenient atreure als prínceps de Badakhxan a la lluita; van decidir enviar tropes a Kunduz on la Horda de Boroldai se’ls va unir amb mil homes a cavall; cada cap va rebre un vestit d'honor. Quan la decisió de Timur va arribar als prínceps de Badakhxan van mobilitzar les seves tropes per oposar-se a les forces que arribaven. Timur va disposar un atac sobtat per sotmetre’ls abans que poguessin reunir les seves forces però quan van arribar a Talkhan (Talakan) van rebre un ambaixador dels prínceps que portava regals i oferia un acord de pau basat en diverses propostes que foren acceptades amb la condició de ajudar a Timur en l'expulsió dels jats de Transoxiana, propòsit pel qual havien d'aportar immediatament dos mil homes.

## Lluita final contra els jats (1364)
Després van retornar a l'Arhanq passant el riu cap al nord a Sali Sarai i d'alli al Khuttalan (Khuttal o Khutalan) i el príncep d'aquest país immediatament se li va unir; van entrar en una zona desèrtica on van acampar a la plana de Ghulok o Kulek, i en aquell moment l'exèrcit de Timur comptava amb sis mil homes. El suport que tenia Timur no li agradava a Husayn però no tenia mes remei que callar. Van arribar a la plana de Kulek. Es van presentar queixes sobre Husayn dels caps, Shir Bahram Khuttalani i Bulad Bugha; Husayn pel seu costat es va queixar dels mateixos dos amirs; Timur va trampejar el conflicte com va poder però cadascun romania dins la seva horda sense barrejar-se; Husayn no es va estar de criticar a Shir Bahram Khuttalani davant d'aquest mateix fins que aquest va marxar cap a Belgavan, en un altre punt del Khuttalan.
Els espies de Timur el van informar que l'exèrcit de Ilies Khoja que havia sortir de Ciutat Verda estava dirigit pel fill de l'amir Bikijuk i estava format per uns vint mil homes que estaven acampats en una línia que anava dels pobles d'Helanu a Seryany fins al pont de pedra sobre el riu; també va saber que Tughluq Sulduz i Ky Khuseru (Kay Khusraw Khuttalani), que havien desertat del bàndol de Timur, tenien el comandament de sis mil cavallers jats i esperaven agafar a Timur per sorpresa. Timur comptava amb sis mil cavallers i Husayn amb bastant menys ja que una part dels seus l'havien abandonat (per unir-se a Timur). Timur i Husayn no tenien forces suficients per enfrontar a vint mil homes però els saquejos que les forces mogols havien fet pel camí els havien posat a la població en contra i podien comptar amb el suport general de la gent del nord del Jihun; però calia travessar el riu i el general jat va disposar la seva gent de manera que controlava tots els punts; però els mongols també havien de creuar i si era difícil per un home sol era impossible per una força nombrosa. Durant un mes Bikijuk va remuntar el riu aigües amunt fins que el riu va esdevenir menys profund. Aquí hi havia un pont de pedra on van parar.

## El Pont de pedra
Un grup de sis mil homes a cavall dels jats s'havia avançat 24 hores des del pont de pedra en direcció a les forces de Timur. Aquest va deixar el comandament del cos principal a Husayn i va marxar amb dos mil homes a enfrontar al sis mil, als quals va sorprendre dormint després que havien celebrat el rumor de que Timur s'havia retirat. Amb aquesta sorpresa va derrotar a la primera línia. Ky Khuseru (Kay Khusraw) i Tughluq Sulduz, van ser capturats i se’ls van emportar presoners. La segona línia fou atacada igualment i altre cop derrotats van fugir cap al pont de pedra i Timur els va perseguir fins que van creuar i es van unir a l'exèrcit d'Ilies Khoja. Timur va acampar a la vora del riu i va enviar missatges de la seva victòria a la resta de l'exèrcit. L'endemà van seguir per la riba del riu cap al anomenat desert de Khutelan, format per turons i valls, on van descansar; el dia següent Husayn se li va unir i totes les rutes foren bloquejades de manera completa; Timur disposava amb les forces de Husayn d'uns 9000 cavallers i en un Consell de guerra els oficials van decidir que ja podien atacar als jats, els quals havien perdut alguns homes en la recent batalla i estaven desmoralitzats. La primera línia de sis mil homes la dirigiria el propi Timur i la segona amb tres mil, Husayn.
Pel seu costat els jats van enviar un exèrcit a Khuttalan però cap general volia agafar el comandament. Els Jats no obstant, tenint tot l'avantatge i no estaven disposats a entrar al pont de pedra per quedar en desavantatge. Timur se'n va anar al campament amb ostentació. Aquella nit, va agafar 500 homes a les ordres del oficial seu Mouava (Muvayad Arlat) i d'amir Musa Taychi'ut, el més capacitat dels lloctinents d'Amir Husayn i els va deixar per defensar el campament i el pont; ell mateix amb la resta de les seves forces (1500 homes), va travessar el riu més amunt, nedant, va donar un rodeig per les planes d'Issan i Rassan Kitx, i es va acostar al campament, arribant a uns turons des de on es veia el campament dels jats que formava un semicercle al costat del riu. Els exploradors jats van trobar el seu rastre al dia següent i Bikijuk va pensar encertadament que si avançava cap al campament de Timur s'hauria d'enfrontar als defensors del pont i del campament i Timur l'atacaria pel darrere i va romandre quiet tot el dia. A la nit Timur va escampar als seus homes amb ordres d'encendre focs a diversos punts a l'entorn del campament jat. Les fogueres van desconcertar als jats que ven pensar que estaven rodejat per un exèrcit nombrós i molts van fugir aquella mateixa nit, sense atrevir-se a fer-ho en direcció al pont, que creien vigilat per un nombre important d'adversaris (quan en realitat nomes eren 500 i els superaven de 10 a 1).
El desordre a l'exèrcit mogol era considerable i Timur se’n va adonar. La batalla estava a punt i al matí els tambors de l'exèrcit d'Ilies Khoja anunciaven l'inici de la batalla; esperaven un atac de les forces de Timur que no es va produir; llavors es van moure una mica i van acampar; Timur va fortificar un turó a la zona on estaven; Ilies Khoja va castigar alguns caps que havien estat derrotats poc abans i va atacar el turó però les forces de Timur van mantenir la posició; quan els jats s'acostaven eren rebuts per una pluja de fletxes de manera que els jats s'havien de refugiar i retirar-se; al caure la nit van renunciar a l'atac però es van situar en un cercle a l'entorn del turó. La posició estava molt mal escollida perquè al turo no hi havia ni menjar ni aigua i havien quedat separats de les forces de la segona línia de Husayn. Si restaven allí serien aniquilats i no quedava mes remei que atacar. Així es va fer i en un moment del dia van atacar per sorpresa el campament enemic. La secció d'Ilies fou ocupada i el propi virrei podia haver estat fet presoner ja que els seus soldats ja no estaven lluitant però en veure a Timur va cridar als seus soldats que van tornar a la lluita. Aquesta va continuar fins a la sortida del sol l'endemà sense que cap de les dues parts pogués imposar-se fins que, acabades les fletxes es va iniciar la lluita amb espases i finalment els jats es van retirar cap el seu campament a pocs quilòmetres i ja no foren perseguits. Husayn es va poder reunir amb les tropes de Timur mentre que Ilies pel seu costat jurava que no pararia de combatre fins a fer presoner a Timur. Ilies va marxar en direcció a Kish i va acampar a uns 20 km de la ciutat.

## Persecució i derrota dels jats (1364)
Els jats prudents, van aixecar el campament abans de la matinada. Llavors Timur va reagrupar als seus i va perseguir i atacar als jats a la seva línia de marxa, trencant l'exèrcit jat, on molts guerrers van fugir, arribant fins a la plana de Kedgerat. Husayn també els va perseguir fent una carnisseria. La persecució fou implacable. La notícia va córrer per totes les valls i van començar a arribar la gent de les tribus o clans que s'havien amagat dels jats i que ara volien unir-se en massa a l'exèrcit de Timur. Aquest tenia ara la tasca d'organitzar un nou exèrcit, repartir el boti fet entre els derrotats per pagar indemnitzacions a les famílies dels morts i prestacions als ferits. Timur va repartir efectivament diners als ferits i als hereus dels morts i va avançar cap a Kish. A la Porta de Ferro, al sud de Kish, es va trobar amb la gent de la regió de Kish que fugia i volia incorporar-se a les seves files.
Quan els dos exèrcits s'albiressin, Ilies, que estava acampat a Tash Arighi (a 20 km de Kish) estava disposat a iniciar l'atac. En aquell moment, Alugh Timur i Amir Jemshid van arribar de Mogolistan notificant que Tughluq Timur havia mort i havia designat hereu al seu fill Ilies Khoja. Aquest va considerar que calia reunir al seu exèrcit per marxar a Mogolistan a recollir la successió però abans de marxar va decidir presentar batalla i deixar una part dels soldats a Transoxiana per donar suport als governadors designats pel virrei i ara kan, als que es van enviar ordres de romandre a la defensiva fins que ell tornès ben aviat. Normalment Timur no perseguia als enemics derrotats però ara pensant que pel camí es dedicarien al saqueig, es va decidir a seguir atacant;

## Presa de Kish (1364)
Timur es va dirigir a Kehulkeh; allí va comprovar que només disposava d'uns 7500 homes incloent la gent de Husayn, i que molts estaven ferits, als quals va deixar marxar per anar a curar-se i amb la resta va marxar contra els jats. A la nit van arribar a Herar; els desertors de l'exèrcit de Ilies arribaven sovint i portaven informació de que els governadors locals i de fortaleses havien rebut ordres de resistència. Timur va encarregar el comandament de la reragurda a Khoja Salaberi i va agafar 300 homes encarregant a l'amir Sulayman Barles i a Saif al-Din amb 200 homes dirigir-se a Kish però portant branques a les cues dels cavalls per aixecar una gran polseguera donant la sensació de que era un gran exèrcit. El governador de Kish alarmat va fugir; els soldats jats es van escampar pel districte dedicant-se al saqueig, per fugir a l'arribada de les tropes de Timur, i els soldats locals es van passar a aquest darrer.

## A la muntanya Kuzar (1364)
Shir Bahram Khuttalani va tornar aleshores i es va unir a Timur. Shaikh Muhammad Selduz, fill de Bayan Selduz es va unir també amb quatre regiments (kushuns) i tots els soldats de Kehulkeh van seguir el seu exemple. L'exèrcit de Timur reunit amb Shir Bharam, Husayn i altres, va avançar junt cap a la muntanya de Kuzar i de camí els dos caps principals van visitar la tomba del sant Khwaja Shams al-Din on Timur va exigir a Husayn un jurament de fidelitat i una renovació de l'alianza, fent el jurament solemne i posant al sant difunt com a testimoni. Husayn va fer de mala gana i va considerar ofensiu que se li demanés. Tots dos homes estaven cansats i carregats de responsabilitats i els seus seguidors tenien picabaralles entre ells.

## Batalla de Tash Arighi o Kaba Mitan (1364)
Timur i Husayn van avançar cap al nord amb les seves columnes de cavalleria, eliminant qualsevol focus aïllat de resistència. Al cap de poc es van acostar a l'exèrcit jat, mes nombrós que el seu, que es va organitzar en un ala dreta dirigida per Amir Jemshid, una esquerra sota Tuk Timur, una línia avançada sota Bikijuk amb dos flancs manats per Amir Iskandar i Amir Yusuf; l'exèrcit de Timur es va situar a Tash Arigi i Husayn va agafar el comandament de la segona línia i es va dirigir al poble de Kupy. L'exèrcit jat era mes nombrós però el de Timur tenia la moral mes alta.
Timur va ordenar carregar al chepavul (cap de l'ala dreta) i al shekavul (comandant de l'ala esquerra) contra la divisió de Bikijuk; la dreta (juangar) va enfrontar l'esquerra (berangar); La lluita es va iniciar al lloc anomenat Kaba Mitan. Timur veient que les seves forces de les ales estaven en dificultats, va fer una carrega desesperada sabre en ma; l'enemic que se li oposava, amb Bikijuk, va començar a retirar-se però els seus lloctinents Iskandar, Tuk Timur i altres van avançar en suport de les forces de Bikijuk; el cavall d'aquest va resultar mort i el general va caure presoner; Amir Jemshid i Amir Yusuf van fer un atac per alliberar-lo però també van quedar presoners. Amir Iskandar va atacar amb força però fou rebutjat. Timur va fer sonar les trompetes en signe de victòria per ser vist per tots els soldats dispersos. Ilies va ordenar a la seva reserva iniciar l'atac però Timur els va atacar i es va apoderar de l'estendard i al mancar aquest, els soldats van fugir. Ilies va estar a punt de ser capturat però va poder escapar. Timur va enviar unes divisions a perseguir als jats. Entre els morts destacats pel costat dels jats: els amirs Dumfa del hazara de Behrin, Txampo, favorit d'Ilies, amir Tuk Timur, l'amir Biki, germà de Bikijuk, Doler Shah i dos altres prínceps txagataïdes. Ilies i Bikijuk van arribar a estar en mans de soldats de Timur, que els van permetre pujar a un cavall i fugir; l'amir Hamid, amir Jamshid, amir Iskandar, amir Joses i amir Khoja Joses van quedar presoners. Les divisions que van perseguir als fugitius els van atrapar al riu Yam i en van matar a molts fins que l'aigua del riu baixava vermella. Per error aquesta batalla és situada per Petis de la Croix a l'any 1373, i totes les seves dates tenen un afegit de 10 anys; en realitat voldria dir el 1363, si bé realment fou molt probablement el 1364.

## Victòria final (1364)
Algun amirs que havien donat suport als mogols, van canviar de bàndol com Shaikh Muhammad Sulduz. Timur va acampar a la plana de Kupy i va ordenar celebrar la seva victòria obtinguda amb nomes 6000 cavalls sobre trenta mil adversaris. Es va preparar sopa i carn i es va convidar a un banquet als oficials en el que també va participar Husayn. Als generals enemics capturats els va perdonar i els va oferir passar al seu servei però van rebutjar però tot i així els va donar robes d'honor. Després va enviar els amirs Saif al-Din i Jaku Barles a prendre possessió de la ciutat de Samarcanda.
Poc després Ilias va arribar amb les restes del seu exèrcit a la vora de Khujand on va acampar però va ajornar el pas del riu Sihun. Timur va enviar a la zona a Shir Bahram Khuttalani i ell va seguir al darrere però Ilies, al saber que s'acostaven va creuar finalment el riu entrant al seu domini, en direcció a Almalyk (Almaligh), la seva capital, en la ruta cap a la Xina. Shir Bharam va travessar el riu a Khujand i va acampar a Taixkent.
Timur va arribar allí quan ja no hi havia ningú i va acampar a la vora del riu. Va patir un cop de calor del que es va recuperar en tres dies i es va convocar una cacera general i després van retornar fins a Samarcanda on els habitants els van rebre de manera multitudinària. Allí va fer portar a la seva dona Aljai Terkan Agha, que estava amb algunes forces a Gurmsir, al Sistan.